# Priority Records
Priority Records est un label musical américain créé en 1985,. Il est principalement connu pour avoir produit N.W.A, Ice Cube, MC Ren, Eazy-E, Master P, Snoop Dogg, Silkk the Shocker (en), Jay-Z, Paris, Mack 10, 504 Boyz (en), Brotha Lynch Hung, C-Murder, Mia X, Westside Connection et Ice-T. Il a également distribué d'autres labels musicaux, dont Death Row Records,, Hoo-Bangin' Records, No Limit Records, Posthuman Records (en), Rap-A-Lot Records,, Rawkus Records,, Roc-A-Fella Records, Ruthless Records,, Duck Down Records et Wu-Tang Records. D'après le magazine Billboard, "peu de labels discographiques ont été aussi importants quant à l'émergence du hip-hop sur la côte ouest que Priority Records".

## Histoire

### Premières années (1985-1996)
La société, basée à Los Angeles (sans liens ni relations avec le précédent label Priority Records, qui était une filiale de ce qui était alors CBS Records), est créée en 1985 par trois anciens dirigeants de l'entreprise K-tel (en) : Bryan Turner, Mark Cerami et Steve Drath,. Le label est financé initialement par R-tek, une société dirigée par d'anciens membres du conseil d'administration de K-tel : Ray et Harold Kives. Cette société a payé la moitié (50%) des frais d'ouverture de Priority Records, et en détient donc la majorité des parts. Priority a racheté les parts de R-tek en 1987.
Le premier succès du label survient grâce au groupe des California Raisins (en),. La stratégie marketing de Priority Records lui a permis de devenir un label indépendant à succès, en ayant recours à des méthodes "underground", privilégiant les petits artistes "rencontrés dans la rue", ce qui lui a permis de se diversifier de la radio grand public. Cette approche a permis à Priority de vendre des millions de disques tout en restant à l'écart de ce marché extrêmement compétitif. Cette stratégie a été développée par la vice-présidente Alyssa Pisano, qui était également à la tête du marketing et de la création pour Priority de 1987 à 1996. Parmi les artistes produits par Priority, nombreux sont ceux qui ont été récompensés d'un disque d'or, de platine et parfois même multi-platine, dont N.W.A, Ice Cube, MC Ren, Eazy-E, Master P, Snoop Dogg, Silkk the Shocker, Jay-Z, Paris, Mack 10, 504 Boyz, Brotha Lynch Hung, C-Murder, Mia X, Westside Connection et Ice-T.
Priority a distribué le premier album du rappeur Jay-Z, Reasonable Doubt, en juin 1996 avec la société Roc-A-Fella Records de Jay-Z. L'album fut un succès critique, mais un succès mineur auprès du public, se vendant à 43 000 exemplaires la première semaine et à 420 000 exemplaires au total,. Il a finalement été certifié disque de platine par la RIAA. Reasonable Doubt est le seul album de Roc-A-Fella et Jay-Z distribué par Priority Records.

### Rachat par EMI (1996-2004)
Au début des années 1990, le label conclut un accord de distribution avec EMI, tout en continuant à opérer de manière indépendante. EMI achète la moitié des parts de Priority Records en 1996, puis la totalité en 1998.
En 1997, Priority a distribué la bande originale du film américain I'm Bout It de No Limit Records. L'album a été un succès critique et commercial, culminant dans le top 5 du Billboard 200. Il s'est vendu à 300 000 exemplaires au cours de sa première semaine et a été certifié  disque de platine par la RIAA.
En 1999, Priority et Silkk the Shocker de No Limit Records ont commercialisé l'album Made Man en janvier 1999, qui atteint la première place du Billboard 200. L'album est certifié disque de platine par la RIAA.
Malgré la pleine propriété d'EMI, Priority est restée une société gérée de manière indépendante jusqu'en 2001, date à laquelle ses activités ont été fusionnées avec la principale filiale américaine d'EMI, Capitol Records. Priority est absorbé par Capitol Records en 2004 et cesse ses activités,.

### Relancement (2006-2013)
A la fin de l'année 2006, EMI a relancé Priority Records afin de pouvoir sortir de nouveaux disques, mais cela n'a jamais abouti, à l'exception de quelques compilations et de rééditions d'albums à succès comme ceux de N.W.A, de Westside Connection, de Mack 10 et d'Ice Cube. En 2009, Snoop Dogg est nommé président du département de la création du label. Le 8 décembre de la même année, Priority commercialise le dixième album studio de Snoop Dogg, Malice n Wonderland.
En juillet 2013, Priority connait une nouvelle refonte, avec la création d'une coentreprise entre Capitol Records et Insurgency Music. Basé au Capitol Records Building à Los Angeles, le nouveau Priority Records était un label axé sur les producteurs, et couvrait un plus large éventail de genres musicaux, y compris la musique électronique et la musique urbaine,. Peu après ce changement, l'album Malice n Wonderland de Snoop Dogg a été réédité, mais fut un échec commercial. Par la suite, Priority a été mis en sommeil.

### Deuxième relancement (depuis 2015)
En 2015, en raison du succès du film biographique américain NWA: Straight Outta Compton basé sur l'histoire du groupe N.W.A, Priority Records a été relancé une nouvelle fois en tant que distributeur. Cette fois, l'accent est mis sur de nouveaux artistes prometteurs, dont G Perico, Snoh Aalegra et Jonn Hart. En 2018, Priority Records s'est associé à TuneGO. Priority Records a signé l'artiste de TuneGO Three Guests et a distribué leur album 3G. Priority a également signé le groupe de rap Bandits The Label et a ensuite distribué le premier projet de DtheFlyest "Dope Boy Diaries" qui a été produit par CruufromtheNorth et présentait un single à succès avec la superstar du rap Lil Baby intitulé "Fugazi" (2018).